# Sead Seferović
Sead Seferović (Bugojno, 28 aprile 1970) è un allenatore di calcio ed ex calciatore bosniaco, di ruolo centrocampista.
In seguito alla partita valida per la qualificazione alla Champions League 2002-2003, giocatasi tra Željezničar e il Newcastle Utd il 14 agosto 2001, venne trovato positivo all'efedrina e sospeso sia a livello nazionale che internazionale per un anno causa doping.

## Statistiche

### Cronologia presenze e reti in nazionale
| Cronologia completa delle presenze e delle reti in nazionale ― Bosnia ed Erzegovina | Cronologia completa delle presenze e delle reti in nazionale ― Bosnia ed Erzegovina | Cronologia completa delle presenze e delle reti in nazionale ― Bosnia ed Erzegovina | Cronologia completa delle presenze e delle reti in nazionale ― Bosnia ed Erzegovina | Cronologia completa delle presenze e delle reti in nazionale ― Bosnia ed Erzegovina | Cronologia completa delle presenze e delle reti in nazionale ― Bosnia ed Erzegovina | Cronologia completa delle presenze e delle reti in nazionale ― Bosnia ed Erzegovina | Cronologia completa delle presenze e delle reti in nazionale ― Bosnia ed Erzegovina |
| Data                                                                                | Città                                                                               | In casa                                                                             | Risultato                                                                           | Ospiti                                                                              | Competizione                                                                        | Reti                                                                                | Note                                                                                |
| ----------------------------------------------------------------------------------- | ----------------------------------------------------------------------------------- | ----------------------------------------------------------------------------------- | ----------------------------------------------------------------------------------- | ----------------------------------------------------------------------------------- | ----------------------------------------------------------------------------------- | ----------------------------------------------------------------------------------- | ----------------------------------------------------------------------------------- |
| 12-1-2001                                                                           | Kochi                                                                               | Bangladesh                                                                          | 0 – 2                                                                               | Bosnia ed Erzegovina                                                                | Amichevole                                                                          | -                                                                                   |                                                                                     |
| 14-1-2001                                                                           | Kochi                                                                               | Jugoslavia                                                                          | 1 – 1                                                                               | Bosnia ed Erzegovina                                                                | Amichevole                                                                          | -                                                                                   |                                                                                     |
| 18-1-2001                                                                           | Kochi                                                                               | Uruguay                                                                             | 2 – 3                                                                               | Bosnia ed Erzegovina                                                                | Amichevole                                                                          | -                                                                                   |                                                                                     |
| 22-1-2001                                                                           | Kochi                                                                               | Cile                                                                                | 0 – 1                                                                               | Bosnia ed Erzegovina                                                                | Amichevole                                                                          | -                                                                                   | 46’                                                                                 |
| 25-1-2001                                                                           | Calcutta                                                                            | Jugoslavia                                                                          | 2 – 0                                                                               | Bosnia ed Erzegovina                                                                | Amichevole                                                                          | -                                                                                   |                                                                                     |
| 22-7-2001                                                                           | Bihać                                                                               | Bosnia ed Erzegovina                                                                | 2 – 2                                                                               | Iran                                                                                | Amichevole                                                                          | 1                                                                                   | 46’                                                                                 |
| 8-8-2001                                                                            | Teheran                                                                             | Sudafrica                                                                           | 2 – 4                                                                               | Bosnia ed Erzegovina                                                                | Amichevole                                                                          | -                                                                                   | 46’                                                                                 |
| 10-8-2001                                                                           | Teheran                                                                             | Iran                                                                                | 4 – 0                                                                               | Bosnia ed Erzegovina                                                                | Amichevole                                                                          | -                                                                                   |                                                                                     |
| Totale                                                                              |                                                                                     | Presenze                                                                            | 8                                                                                   |                                                                                     | Reti                                                                                | 1                                                                                   |                                                                                     |

## Palmarès

### Giocatore
- Campionato croato: 1

Hajduk Spalato: 1994-1995
- Coppa di Croazia: 1

Hajduk Spalato: 1994-1995